# Larutia sumatrensis
Larutia sumatrensis — вид сцинкоподібних ящірок родини сцинкових (Scincidae). Ендемік Індонезії.

## Поширення і екологія
Larutia sumatrensis мешкають в горах Західної Суматри. Вони живуть у вологих тропічних лісах, на висоті від 250 до 1800 м над рівнем моря.